# Kościół Narodzenia Najświętszej Maryi Panny w Blizanowie
Kościół Narodzenia Najświętszej Maryi Panny w Blizanowie – rzymskokatolicki kościół parafialny należący do parafii pod tym samym wezwaniem (dekanat Stawiszyn diecezji kaliskiej).

## Charakterystyka
Jest to świątynia wzniesiona w 1532 roku. W 2 połowie XVI wieku należała do innowierców. Rozbudowana została o kaplicę ok. 1610 roku. W 1 połowie XVIII wieku została dobudowana wieża. Odestaurowanya i przebudowana została w 1760 roku razem z przebudową kaplicy pod wezwaniem Świętej Tekli, dzięki staraniom Maksymiliana Molskiego kasztelana rogozińskiego. Polichromia wykonana w 1761 roku nie zachowała się do dziś. Remontowana była w latach 1875 – 85 i 1969 – 73 – wówczas wymieniono gonty, podłogę i wzmocniono konstrukcję, a także w latach 1988 – 90.
Budowla jest drewniana, składa się z jednej nawy, posiada konstrukcję zrębową. Świątynia jest orientowana, wybudowano ją z drzewa modrzewiowego. Jej prezbiterium jest mniejsze w stosunku do nawy, zamknięte jest trójbocznie, przylega do niego zakrystia. Z boku nawy jest umieszczona kaplica, nakryta gontowym dachem namiotowym. Od frontu znajduje się wieża, posiadająca konstrukcję słupową, mieszcząca kruchtę w przyziemiu. Jest ona zwieńczona dachem namiotowym z blaszanym cebulastym dachem hełmowym z latarnią i chorągiewką z datą „1885”. Świątynię nakrywa dach jednokalenicowy, pokryty gontem. Wnętrze nakryte jest stropem płaskim obejmującym nawę i prezbiterium. Chór muzyczny jest podparty dwoma słupami i posiada prospekt organowy i parapet z prostą linią. Podłoga została wykonana z desek. Ołtarze reprezentują styl rokokowy: główny pochodzi z 1780 roku, dwa boczne i w kaplicy powstały w 1760 roku. Ambona w stylu wczesnobarokowym pochodzi z 1 połowy XVII wieku i jest ozdobiona namalowanymi wizerunkami czterech ewangelistów. Cenne obrazy i tryptyk zostały namalowane w XVII wieku.